# La Torreta (les Avellanes i Santa Linya)
La Torreta és una muntanya de 706 metres que es troba al municipi de Les Avellanes i Santa Linya, a la comarca catalana de la Noguera.